# Kanton Bains-les-Bains
Kanton Bains-les-Bains (fr. Canton de Bains-les-Bains) byl francouzský kanton v departementu Vosges v regionu Lotrinsko. Skládal se z 12 obcí. Zrušen byl po reformě kantonů 2014.

## Obce kantonu
- Bains-les-Bains
- Fontenoy-le-Château
- Grandrupt-de-Bains
- Gruey-lès-Surance
- Harsault
- Hautmougey
- La Haye
- Le Magny
- Montmotier
- Trémonzey
- Vioménil
- Les Voivres